# Гаркуша Олексій Миколайович
Олексі́й Микола́йович Гарку́ша (16 лютого 1952, Баловне) — український політик. Керівник фракції Народної партії в Миколаївській обласній раді; член Політради і політвиконкому НП, голова Миколаївської обласної організації НП. Двічі голова Миколаївської обласної державної адміністрації (з 26 листопада 1999 — до 17 січня 2005 та з 16 жовтня 2007 до березня 2010 (з 10 липня по 16 жовтня - в.о.). Голова Миколаївської обласної ради (з 7 вересня 2000 — до 30 березня 2001).

## Біографія
Народився 16 лютого 1952 у селі Баловне, Новоодеський район, Миколаївська область; українець;

### Сім'я
Одружений; має 3 дочок.

### Освіта
- Одеський сільськогосподарський інститут (1975), «Економічна кібернетика»;
- Одеський державний університет ім. І. Мечникова (1993), «Теорія соціально-політичних відносин»;
- докторська дисертація «Стратегія відновлення і високоефективного функціонування винаградарсько-виноробного підкомплексу АПК України в умовах ринкової економіки» (Миколаївська державна аграрна академія, 2002).

### Кар'єра
- 1977—1985 — головний економіст, радгосп ім. Шевченка.
- 1985—1989 — директор радгоспу «Мирний» Жовтневого району Миколаївської області.
- 1989-11.1996 — голова виконкому Жовтнева райрада; голова Жовтневої райдержадміністрації Миколаївської області.
- 12.1996—1998 — перший заступник голови Миколаївської облдержадміністрації.
- 07.09.2000-30.03.2001 — голова Миколаївської облради.
- 26 листопада 1999-17.01.2005 — голова Миколаївської облдержадміністрації.

## Політична діяльність
Був членом політвиконкому НП (з 05.1999).
Депутат Миколаївської облради (з 08.2000); член Національної ради з узгодження діяльності загальнодержавних і регіональних органів та місцевого самоврядування (з 12.2000).
1998 — кандидат в народні депутати від АПУ, № 24 в списку.
1999 — довірена особа кандидата у Президенти України Леоніда Кучми у територіальному виборчому окрузі.
Народний депутат України 3-го скликання 03.1998-02.2000, виборчий округ № 130, Миколаївської області (явка 80.97 %, за 37.38 %, 14 суперників). На час виборів: перший заступник голови Миколаївської облдержадміністрації, член АПУ.
Член фракції НДП (05.-12.1998); позафракційний (12.1998-02.1999), член групи «Відродження регіонів» (з 02.1999). Голова підкомітету з питань сільського виробництва, соціального розвитку села та приватизації в АПК, Комітету з питань аграрної політики та земельних відносин (з 07.1998). Склав повноваження 22.02.2000.
2006 — кандидат в народні депутати від Народного блоку Литвина, № 71 в списку. На час виборів: професор кафедри менеджменту Миколаївського міжрегіонального інституту розвитку людини Університету «Україна», член НП.
Виконувач обов'язків голови Миколаївської облдержадміністрації (з 10.07.2007), голова Миколаївської облдержадміністрації (з 16.10.2007).
2007 — кандидат в народні депутати від блоку Литвина, № 4 в списку. Від депутатського мандату відмовився, надавши перевагу роботі у виконавчій владі.

## Нагороди та звання
- Орден Орден «За заслуги» ІІІ (08.2001), II ст. (02.2002).
- Державний службовець I рангу (04.2000).